# غريملين انتراكتيف
غريملين انتراكتيف (بالإنجليزية:Gremlin Interactive)، هي شركة بريطانية سابقة، كانت تقوم بإنتاج وتطوير ألعاب الفيديو، أسست الشركة سنة 1984، وأعلنت حلها سنة 2003، وكانت مقرها سابقاً في مدينة شيفيلد الإنجليزية.